# Bobotov Kuk
Bobotov Kuk (cirílico: Боботов Кук) é um pico no norte do Montenegro, com 2523 m de altitude. É o pico mais alto das montanhas no Parque Nacional Durmitor, e foi tido como o ponto mais alto do Montenegro até nova pesquisa ter revelado que há três picos mais altos na fronteira Albânia-Montenegro. A maior parte das montanhas montenegrinas é visível do Bobotov Kuk, entre elas Lovćen (sobre o mar Adriático), Kopaonik e Tara (na Sérvia), e o Maglić (na Bósnia e Herzegovina).
A primeira ascensão documentada do Bobotov Kuk foi em 1883 por um cartógrafo austríaco, Oscar Baumann. O primeiro grupo montanhista organizado em Zagreb foi a Durmitor em 1926. Em 1931 dois austríacos fizeram a primeira subida de inverno partindo de Bezimeni vrh.

## Pico e arredores
Os lados setentrional e oriental deste cume compacto em forma de pirâmide, que tem 200 m de altura, eleva-se por cima de escarpas que rodeiam a bacia rochosa chamada Valoviti Do (entre 2000 e 2100m), que se ergue entre grossas rochas e está parcialmente coberta com restos de neve todo o verão. O lado ocidental de Bobotov Kuk é mais impressionante. Juntamente com os picos Bezimeni Vrh e Djevojka, o Bobotov Kuk, que se situa entre eles, forma uma grande parede em forma de anfiteatro de Durmitor. É de cerca de 400m de alto e quase 2 km de largura. Sob o muro há imensas ladeiras pedregosas, igualmente altas, que descem inclinando-se bastante para o fundo do vale Skrka, que contém os lagos Veliko Skrcko Jezero (1686m) e Malo Skrcko Jezero (1711m). A sul, o Bobotov Kuk baixa marcadamente para a bacia do lago Zeleni Vir (2028m), que está colocado na parte baixa do anfiteatro que formam as paredes de Bobotov Kuk, Lucin Vrh e Minin Bogaz (2387m). A sul do lago está Zupci (2309m). 

## Ascensão
O Bobotov Kuk sobe-se facilmente no verão para todo o tipo de pessoas. O lugar mais fácil para começar é desde Zabljak, numa rota bem marcada com postes e marcas de caminhos. É uma caminhada de 10 horas. 